# Stanisław Łazarski

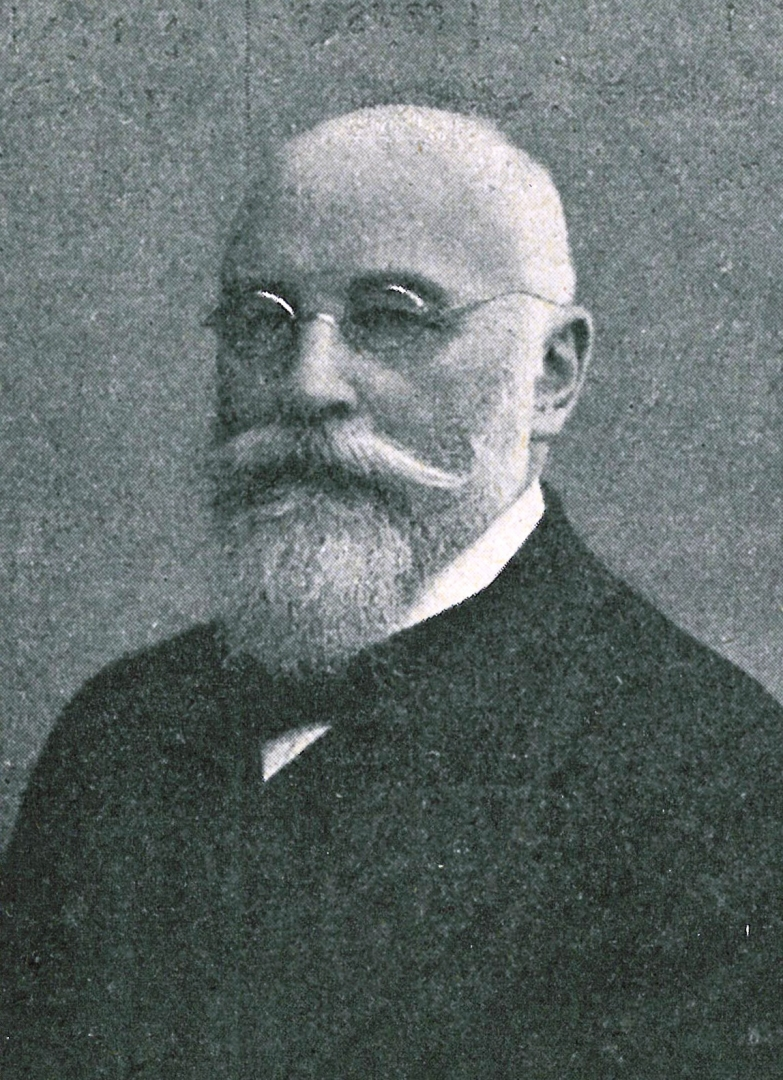
Stanisław Łazarski, 1917

Stanisław Łazarski (* 30. November 1849 in Jeleśnia; † 18. November 1938 in Witkowice) war ein polnischer Rechtsanwalt, Politiker, Abgeordneter des Galizischen Landtags sowie des Österreichischen Abgeordnetenhauses.
Stanisław Łazarski war ein Sohn von Józef und Weronika (Szwed). Seine Brüder waren Józef (1854–1924) und Mieczysław (1852–1930). Vor dem Jahr 1863 besuchte er ein Gymnasium in Krakau. 1863 nahm er am Januaraufstand teil. In den Jahren 1868–1869 besuchte er philosophische Studien in Lemberg, dann bis 1871 juristische Studien in der Jagiellonen-Universität, 1871–1872 in Wien, dann auch in Graz. 1880 eröffnete er eine eigene Rechtsanwaltskanzlei in Biała (heute Bielsko-Biała) und 1883 in Wadowice.
Im Jahre 1908 war er Verteidiger im berühmten Prozess von Wanda Krahelska-Filipowicz.
Er wurde Abgeordneter des Galizischen Landtags aus dem Bezirk Biała in den Jahren 1901–1906, nach dem Tod von Stanisław Stojałowski (1912–1913) sowie 1913–1914 und des Österreichischen Abgeordnetenhauses in den Jahren 1907–1911 und 1911–1918 als Vertreter des Wahlbezirks Galizien 18.